# 島村大
島村 大（しまむら だい、1960年8月11日 - 2023年8月30日）は、日本の政治家、歯科医師。位階は従四位。
厚生労働大臣政務官兼内閣府大臣政務官（第1次岸田内閣・第2次岸田内閣）、参議院厚生労働委員長、参議院議員（2期）などを歴任。

## 経歴
千葉県市川市出身。日本大学第二高等学校卒業。1985年、東京歯科大学歯学部卒業。卒業後は、東京歯科大学歯科補綴学第三講座に入局し、日立製作所茂原診療室、国保鴨川病院、国保国吉病院で歯科医療に携わる。1990年、東京歯科大学を退職。
1990年、横浜ビジネスパーク歯科クリニック開業（横浜市保土ケ谷区）。1999年、銀座デンタルケアークリニック開業（東京都中央区）。2005年、神奈川県歯科医師連盟理事長に就任（2012年7月まで）。2011年、日本歯科医師連盟理事長に就任（2012年7月まで）。
2013年の第23回参議院議員通常選挙に神奈川県選挙区から自民党公認で立候補し初当選。2017年、 厚生労働委員長に就任。
2019年、第25回参議院議員通常選挙において再選。
2021年、厚生労働大臣政務官兼内閣府大臣政務官に就任。
2023年8月30日、がんによる多臓器不全のため、東京都内の病院で死去した。63歳没。亡くなる2年前にがんを発症し、治療と並行して議員活動を行っていたという。死没日付をもって従四位に叙され、旭日重光章を追贈された。
追悼演説は同年10月20日の参議院本会議で、同じく神奈川県選挙区選出の三原じゅん子によって行われた。

## 政策・主張
- 健康寿命延伸[11]。
- 受動喫煙防止を目的に飲食店などの建物内を原則禁煙とする改正健康増進法に反対。たばこによる肺がんのリスクについて、「たばこだけを悪者にする風潮には賛成しかねる」「大気汚染だってそのリスクに加担している」と述べている[12]。
- 憲法9条を改正し、自衛隊を他国同様の「国防軍」にすべきと、2013年のアンケートで主張[13]。
- 集団的自衛権の行使容認をすべきと2013年のアンケートで回答[13]。
- 日本の核武装について、国際情勢によっては武装すべきと2013年のアンケートで回答[13]。
- 首相や閣僚の靖国神社参拝は問題ないと2013年のアンケートで回答[13]。
- 2019年10月に予定されている消費税の10%への引き上げについて「法律に従い、引き上げるべきだ」と回答している[14]。
- 選択的夫婦別姓導入について「どちらかと言えば賛成」と2019年のアンケートで回答[15]したが、2021年1月、選択的夫婦別姓の導入反対を求める文書を地方議会議長に郵送した（後述）[16]。

## 人物

### 統一教会との関係
- 2017年10月15日、世界平和統一家庭連合（旧統一教会）が幕張メッセで大規模な信者集会「Peace Loving Festival KANAGAWA」を開催した。島村は豊田俊郎とともに来賓として出席。「家族愛は一番の原点、全ての愛の原点は家族愛」「韓鶴子総裁をお迎えできることを非常にうれしく思っている」と祝辞を述べた[17][18]。
- 2019年10月5日、統一教会の関連団体「天宙平和連合」は、国際会議「ジャパンサミット＆リーダーシップカンファレンス」をホテルナゴヤキャッスルで開催[19][20][21]。韓鶴子総裁が「この無知なる人類を真の父母の子どもたちにする教育が必要」「私と一つとなって天の父母様を中心とした地上天国天上天国を作っていきましょう」と述べた同イベントに島村は来賓として出席した[19][22]。
- 2022年7月から8月にかけて、共同通信社は、全国会議員712人を対象に、統一教会との関わりを尋ねるアンケートを実施。8月31日に各議員の回答の全文を公表した。岸田文雄首相は8月8日の自民党臨時役員会で、統一教会をめぐり「政治家の責任で関係をそれぞれ点検し、適正に見直してもらいたい」と述べ、党所属国会議員全員に通達するよう指示[23]しながらも、自身はアンケートに答えることを拒否した[注 1]。島村もアンケートに答えることを拒否した[28][29]。

### その他
- 2021年1月30日、島村ら自民党国会議員有志50人は、47都道府県議会議長のうち同党所属の約40人に、選択的夫婦別姓の導入に賛同する意見書を採択しないよう求める文書を郵送した。地方議員や市民団体は、地方議会の独立性を脅かす行為だとして島村らを批判した[30][31][32][33][34]。

## 所属団体・議員連盟
- 自民党たばこ議員連盟[35]
- 日本会議国会議員懇談会[36]
- 神道政治連盟国会議員懇談会[36]
- 創生「日本」[36]

## 支援団体
- 全国たばこ販売政治連盟（組織推薦候補者）[35]
- 神道政治連盟[37]

## 選挙歴
| 当落 | 選挙                     | 執行日         | 年齢 | 選挙区         | 政党       | 得票数     | 得票率 | 定数 | 得票順位 /候補者数 | 政党内比例順位 /政党当選者数 |
| ---- | ------------------------ | -------------- | ---- | -------------- | ---------- | ---------- | ------ | ---- | ------------------ | ---------------------------- |
| 当   | 第23回参議院議員通常選挙 | 2013年07月21日 | 52   | 神奈川県選挙区 | 自由民主党 | 113万652票 | 28.79% | 4    | 1/11               | /                            |
| 当   | 第25回参議院議員通常選挙 | 2019年07月21日 | 58   | 神奈川県選挙区 | 自由民主党 | 91万7058票 | 25.17% | 4    | 1/14               | /                            |